# SpiNNaker
SpiNNaker (от англ. spiking neural network architecture) — компьютерная архитектура, предназначенная для моделирования работы человеческого мозга. Разработана Группой исследования продвинутых процессорных технологий (Advanced Processor Technologies Research Group, APT) Университета Манчестера под руководством профессора Фарбера. Основана на массово-параллельной архитектуре нейронного типа с использованием до 1 миллиона процессоров архитектуры ARM (пока используется 0,5 млн).
Является инструментом нейроморфного моделирования мозга, одним из компонентов европейского проекта исследования человеческого мозга.
Завершённый проект должен содержать десять 19-дюймовых стоек со 100 тыс. процессоров в каждой. Платы, на которых размещаются процессоры, организованы в 5 корзинах[прояснить] для блейд-серверов. Каждое ядро микропроцессора эмулирует 1000 нейронов.